# Inside Information
Inside Information é um filme estadunidense de 1939, dos gêneros drama, ação e aventura, dirigido por Charles Lamont, com roteiro de Alex Gottlieb.

## Elenco
- Dick Foran ... Danny Blake
- Harry Carey ... Capitão Bill Dugan
- June Lang ... Kathleen Burke
- Mary Carlisle ... Crystal
- Addison Richards ... Gerald Banford
- Joe Sawyer ... Detetive Grazzi (como Joseph Sawyer)
- Grant Richards ... Charles Bixby
- Selmer Jackson ... Alfred Huxley
- Paul McVey ... Carl Crawford
- Frederick Burton ... Comissário de polícia Fenton
- Robert Homans .. Casey
- John Harmon ... Frenchy